# Kolonia Kołczyn
Kolonia Kołczyn – część wsi Kołczyn w Polsce, w województwie lubelskim, w powiecie bialskim, w gminie Rokitno.
Do 2021 roku nosiła nazwę Kołczyn i miała status kolonii.
W latach 1975–1998 miejscowość administracyjnie należała do województwa bialskopodlaskiego.